# نانسي فييرا كوتو
نانسي فييرا كوتو (بالإنجليزية: Nancy Vieira Couto)‏ (1942)؛ كاتِبة وشاعرة أمريكية. درست في جامعة كورنيل.